# 솔비톨
솔비톨(영어: sorbitol) 또는 소르비톨은 포도당과 같은 육탄당을 환원하여 얻는 6가 알코올의 일종으로 설탕과 유사한 단맛을 낸다. 대한민국에서 식품첨가물 중 감미료로 허가된 성분으로 디-소르비톨(D-sorbitol)이 식품공전에 올라있다. 연소성과 흡습성을 지닌 흰색의 결정으로, 단맛이 있고 물이나 알코올에 잘 녹는다. 사과, 복숭아, 마가목 따위의 과즙에 함유되어 있다. 화장용 로션, 크림, 치약, 식품 첨가제, 비타민 C의 합성 원료, 당뇨병 환자의 감미료, 이뇨제 따위에 쓴다. 녹는점은 93~97.5°C. 화학식은 CH2OH·(CHOH)4CH2OH이다.

## 같이 보기
- 자일리톨